# Батіг (фільм, 1917)
«Батіг» (англ. The Whip) — американська драма режисера Моріса Турнера 1917 року.

## Сюжет
Історія про підготовку скакового коня, Батога, страждаючого амнезією дворянина, який любить коня, і лиходіїв, які намагаються відсторонити його від змагання в гонці.

## У ролях
- Альма Генлон — Діана Беверлі
- Джун Елвідж — місіс Д'Аквілія
- Ірвінг Каммінгс — Герберт Бранкастер
- Воррен Кук — суддя Беверлі
- Пол Мак-Аллістер — Барон Сарторіс
- Альфред Геммінг — Джо Келлі
- Діон Тайтередж — Гаррі Енсон
- Джин Дюма — Міртл Енсон